# Kārlis Ulmanis
Kārlis în Vilhelms Ulmanis (n. 4 septembrie 1877, Bērze⁠(d), Jaunbērze Parish⁠(d), gubernia Curlanda⁠(d), Imperiul Rus – d. 20 septembrie 1942, Krasnovodsk, Republica Sovietică Socialistă Turkmenă, URSS) a fost unul dintre cei mai proeminenți politicieni letoni dinaintea celui de al Doilea Război Mondial, în perioada interbelică de independență între noiembrie 1918 și iunie 1940. Moștenirea dictaturii sale încă mai divizează opinia publică din Letonia.

## Educație și începuturile carierei
Născut într-o familie prosperă de fermieri, Ulmanis a studiat agricultura la Institutul Federal Elvețian de Tehnologie din Zürich și la Universitatea din Leipzig. Apoi a lucrat în Letonia ca scriitor, lector, și manager în întreprinderi din agricultură. El a fost activ politic în Revoluția din 1905, a fost pentru scurt timp închis în Pskov, și, ulterior, a fugit din Letonia pentru a evita încarcerarea de către autoritățile ruse. În această perioadă de exil, Ulmanis a studiat la Universitatea Nebraskăi–Lincoln⁠(d) din Statele Unite, obținând o diplomă de licență în agricultură. După ce a lucrat pentru scurt timp la acea universitate ca lector, Ulmanis s-a mutat la Houston, Texas, unde a cumpărat-o afacere cu produse lactate.
Ulmanis a revenit în Letonia din exilul american în 1913, după ce a fost informat că acum exilații politici se pot întoarce din cauza declarației de amnistie generală dată de Nicolae al II-lea al Rusiei. Această siguranță a fost de scurtă durată, întrucât un an mai târziu a izbucnit Primul Război Mondial și gubernia Curlanda a fost parțial ocupată de Germania în 1915. 

## Cariera politică în Letonia independentă
În ultimele etape ale Primului Război Mondial, el a fondat Uniunea Fermierilor Letoni⁠(d), unul dintre cele mai importante două partide politice din Letonia la acel moment. Ulmanis a fost unul dintre principalii fondatori ai Consiliului Popular Leton (People's Council of Latvia⁠(d)), care a proclamat independența Letoniei față de Rusia la 18 noiembrie 1918, cu Ulmanis ca prim-ministru. După Războiul de Independență al Letoniei⁠(d) din 1919–1920, o convenție constituțională a stabilit Letonia ca democrație parlamentară în 1920. Ulmanis a servit ca prim-ministru al mai multor guverne letone din 1918 până în 1934.

## Lovitura de stat din 15 mai 1934

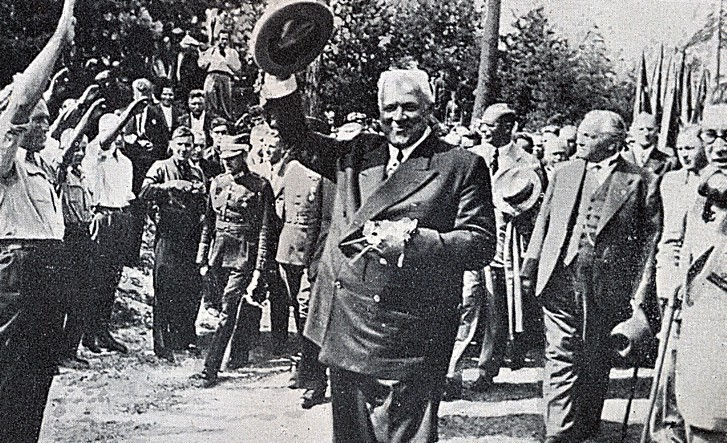
Ulmanis în 1934

În noaptea de 15 spre 16 mai 1934, Ulmanis, care era prim-ministru, cu sprijinul ministrului de război Jānis Balodis⁠(d), a proclamat stare de război și a dizolvat toate partidele politice și Saeima (parlamentul). Lovitura de stat fără vărsare de sânge a fost efectuată de către armată și de unități ale gărzii naționale Aizsargi⁠(d), loiale lui Ulmanis. Ele s-au îndreptat către birouri guvernamentale, comunicații și facilități de transport importante. Mulți aleși oficiali și politicieni (aproape exclusiv social-democrați⁠(d), precum și figuri ale extremei dreaptă și stângă) au fost reținuți, precum și ofițeri ai armatei care s-au opus loviturii de stat. Aproximativ 2000 de social-democrați au fost inițial reținuți de către autorități, inclusiv majoritatea deputaților social-democrați din Saeima desființat, ca și unii membri ai diferitelor organizații radicale de dreapta, cum ar fi Pērkonkrusts⁠(d). 
În total, 369 de social-democrați, 95 de membri ai Pērkonkrusts, activizti pronaziști, activiștii ai comunității germanilor baltici, și o mână de politicieni de la alte partide au fost internați într-un lagăr înființat în cartierul Karosta⁠(d) din Liepāja. După ce mai mulți social-democrați, cum ar fi Brūno Kalniņš⁠(d), au fost achitați în instanță de acuzația de posesie de arme, cei mai mulți dintre cei închiși au început să fie eliberați de-a lungul timpului. Cei condamnați de instanțe pentru acte de tradare, cum ar fi liderul Pērkonkrusts Gustavs Celmiņš⁠(d), au rămas în spatele gratiilor pe durata sentințelor, trei ani în cazul lui Celmiņš.
Pentru următorii patru ani, Ulmanis a condus țara prin decret, fără parlament. Un decret a învestit cabinetul cu atribuțiile Saeima până la elaborarea unei noi constituții. Președintele statului⁠(d) Alberts Kviesis⁠(d) a sprijinit lovitura de stat și și-a îndeplinit restul mandatului până la 11 aprilie 1936, după care Ulmanis a cumulat și funcția de președinte al statului–mișcare acum considerată neconstituțională.

## Regimul autoritar
Regimul Ulmanis a fost unic printre alte dictaturi europene din perioada interbelică. Ulmanis nu a creat nici un partid unic de guvernământ, nici un parlament de formă, și nici nu și-a elaborat o ideologie. A fost o dictatură personală, paternalistă⁠(d), în care conducătorul susținea că face ceea ce crede el că este cel mai bine pentru letoni. Viața politică a fost interzisă, cultura și economia au fost în cele din urmă între-un tip de etatism corporatist⁠(d) popularizat în acei ani de către Mussolini. S-au înființat Camerele Profesiilor, similare la Camerelor Corporațiilor⁠(d) din alte dictaturi. 
Toate partidele politice, inclusiv Uniunea Fermierilor⁠(d) a lui Ulmanis, au fost scoase în afara legii. O parte din constituția Republicii Letone și drepturile cetățenești⁠(d) au fost suspendate. Toate ziarele deținute de partidele sau organizațiile politice și toate ziarele evreiești au fost închise și toate publicațiile au fost supuse cenzurii și supravegherii de către guvern prin Ministerul Afacerilor Publice, condus de Alfrēds Bērziņš. Armata și trupele paramilitare Aizsargi⁠(d) au primit ample privilegii. 
Ulmanis este adesea considerat un lider popular în special în rândul fermierilor și etnicilor letoni, dar înainte de lovitură de stat din 1934, partidul său a câștigat doar 12,2% din votul popular în alegerile parlamentare din 1931⁠(d), continuând o scădere constantă de la convenția constituțională din 1922, și un minim istoric. Unii istorici cred că unul dintre principalele motive pentru lovitura de stat a fost frica de a pierde și mai multe voturi la viitoarele alegeri. Din momentul loviturii de stat până la moartea sa, nu există statistici de încredere pe tema intențiilor de vot. 

### Ideologia
Ulmanis a fost un naționalist leton, care a îmbrățișat sloganul „Letonia letonilor”, ceea ce însemna că Letonia trebuia să fie un stat național al letonilor, nu un stat multinațional cu elitele germane baltice tradiționale și cu o clasă antreprenorială evreiască. În același timp însă se folosea sloganul „Soarele Letoniei strălucește egal pentru toată lumea”, și nicio etnie nu a fost supusă vreunei represiuni. Ziarele și organizațiile germane, evreiești și ale altor minorități au continuat să existe în măsura în care permitea regimul autoritar. Oficial, Ulmanis considera că fiecare comunitate etnică din Letonia ar trebui să-și dezvolte propria cultură națională autentică, și nu să fie asimilată de letoni, dar că scopul principal al statului este de a-i ajuta pe letoni să devină stăpâni în patria lor. Acest lucru trebuia realizat prin implicarea activă a statului în economie și pe un mai mare accent pus pe cultura letonă. S-au produs statistici conform cărora minoritățile germană, evreiască și polonă (din Latgalia⁠(d)) aveau prea multă putere în economie și în anumite profesii, împiedicându-i astfel pe letoni să își atingă pe deplin potențialul. 
S-au urmărit politici de letonizare în educație, reducând și eliminând subvențiile pentru educația minorităților. În timpul regimului Ulmanis, s-a pus mult accent pe educație și rata alfabetizării în Letonia a atins un nivel ridicat. Cu toate acestea, mai ales în regiunea Latgalia⁠(d) din estul Letoniei, educația a fost folosită activ ca instrument de asimilare a minorităților. Au fost construite multe școli noi, dar ele erau numai școli letone, și copiii minoritari erau astfel asimilați etnic.
Deși conducător absolut, Ulmanis nu a permite niciun fel de violență fizică sau vreun act ilegal față de minorități și a tratat cu asprime atât extremiștii de stânga cât și pe cei de dreapta, și pe naziști, și pe comuniști deopotrivă. Între 1920 și 1939, mulți evrei fugiți din Rusia Sovietică și din Germania Nazistă și-au găsit refugiu în Letonia.

### Economia
În timpul conducerii sale, Letonia a înregistrat importante realizări economice. Statul și-a asumat un rol mai important în economie și capitalismul de stat⁠(d) a fost introdus prin achiziționarea și unirea unor companii private concurentem ai mici pentruma forma întreprinderi de stat mai mari. Acest proces a fost controlat de către Latvijas Kredītbanka, o bancă de stat înființată în anul 1935. S-au derulat mai multe proiecte ample de consolidare - noi școli, clădiri administrative, hidrocentrala Ķegums⁠(d). Datorită aplicării principiului economic al avantajului comparativ⁠(d), Regatul Unit și Germania au devenit partenerii comerciali cei mai importanți ai Letoniei, în timp ce comerțul cu URSS a fost redus. Economia, în special sectoarele agricol și manufacturier, au suferit însă de un micromanagement⁠(d) dus la extrem. Ulmanis a naționalizat mai multe industrii. Într-un moment când mare parte din economia mondială încă suferea de efectele Marii Crize Economice, Letonia a crescut atât la produsul intern brut (PIB) cât și la exporturile de mărfuri letone peste mări.  Aceasta s-a făcut însă cu sacrificarea drepturilor cetățenești și a libertății economice. 
Chiar înainte de aderarea la putere, politica lui Ulmanis a fost îndreptată deschis spre eliminarea grupurilor minoritare din viața economică și de a da etnicilor letoni acces la toate pozițiile din economia națională. Acest lucru era uneori denumit „lettizare”. Potrivit unor estimări, aproximativ 90% din băncile și instituțiile de credit din Letonia erau deținute de stat sau aveau management leton în 1939, față de 20% în 1933.  Alfrēds Birznieks⁠(d), ministrul agriculturii, într-un discurs rostit în Ventspils la 26 ianuarie 1936, a spus:
„Poporul leton este singurul stăpân al acestei țări; letonii singuri vor hotărî legile și vor judeca singuri ce este dreptatea.”
Ca urmare, influența economică și culturală a minorităților – germani, evrei, ruși, polonezi – a scăzut.
Primul film leton sonor Zvejnieka dēls („Fiul de pescari”) era povestea unui tânăr pescar care încearcă să elibereze alți pescari localnici de sub asuprirea unui intermediar și le-a arătat că viitorul se află în munca în cooperare. Filmul s-a bazat pe un roman foarte popular scris de Vilis Lācis, care în 1940 a devenit prim-ministru al RSS Letone ocupate de sovietici.

## După președinție
Pe 23 august 1939, Germania lui Adolf Hitler și URSS a lui Iosif Stalin au semnat un pact de neagresiune, cunoscut sub numele de Pactul Molotov-Ribbentrop, care conținea un protocol adițional secret (dezvăluit abia în 1945), care împărțea Europa de Est în sfere de influență. Letonia era astfel atribuită sferei sovietice. În urma unui ultimatum sovietic din august 1939, Ulmanis a trebuit să semneze Tratatul de Asistență Reciprocă Sovieto-Leton⁠(d) și să permită baze militare sovietice în Letonia. În 17 iunie 1940, Letonia a fost complet ocupată de Uniunea Sovietică⁠(d). Pentru a nu risca un război imposibil de câștigat, Ulmanis a ordonat letonilor să nu opună nicio rezistență Armatei Sovietice, spunând în discursul radiofonic „eu voi rămâne în locul meu și voi pe al vostru”.
În următoarele luni Ulmanis a colaborat cu sovieticii. El a demisionat din funcția de prim-ministru la trei zile după lovitura de stat, și a numit un guvern de stânga condus de Augustus Kirhenšteins⁠(d)–care, în realitate, fusese ales de către ambasada sovietică. Alegerile controlate de sovietici⁠(d) pentru un „Saeima al Poporului⁠(d)” s-au ținut pe 14-15 iulie, în care alegătorilor li s-a oferit doar spre validare o listă unică din partea unei alianțe dominate de comuniști. Noul „Saeima al Poporului” s-a întrunit pe 21 iulie, cu un singur subiect pe ordinea de zi–o rezoluție care proclama Letonia republică sovietică și care cerea aderarea la Uniunea Sovietică, votată în unanimitate. Această mișcare era ilegală conform Constituției Letoniei, care prevedea că o schimbare majoră a ordinii constituționale nu poate fi adoptată decât cu aprobarea a două treimi din electorat prin referendum.
Tot pe 21 iulie, Ulmanis a fost forțat să demisioneze și a cerut guvernului sovietic pensionarea și permisiunea de a emigra în Elveția. El a fost însă arestat și trimis la Stavropol în Rusia, unde a lucrat ca agronom la Colhoz timp de un an. După declanșara războiului germano-sovietic, a fost închis în iulie 1941. Un an mai târziu, când armatele germane se apropiau de Stavropol, el și alți deținuți au fost evacuați într-o închisoare din Krasnovodsk în Turkmenistanul de astăzi. Pe drum, s-a îmbolnăvit de dizenterie și a murit pe 20 septembrie 1942. Mormântul său este necunoscut, dar un mic centru memorial a fost construit în cimitirul din Türkmenbaşy. Ulmanis nu avea nici soție și nici copii, și îi plăcea să spună că este căsătorit cu Letonia.

## Istoriografia

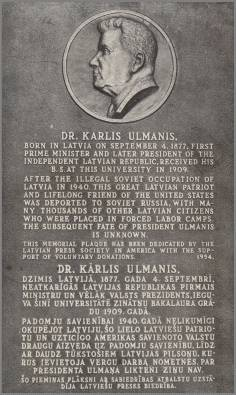
Placă comemorativă la din 1954

Moștenirea lui Kārlis Ulmanis pentru Letonia și poporul leton este una complexă. În RSS Letonă postbelică, regimul sovietic l-a etichetat pe Ulmanis drept fascist⁠(d), pretinzând că nu poate fi deosebit de naziști, acuzându-l de corupție și de represiuni sângeroase împotriva muncitorilor letoni. În realitate, Ulmanis scosese în afara legii partidul fascist și îl închisese liderul acestuia, Gustavs Celmiņš⁠(d).
În rândurile diasporei postbelice letone, Ulmanis era idealizat de mulți dintre cei care considerau cei 6 ani de guvernare autoritară a lui o Epocă de Aur⁠(d) a națiunii letone. Unele tradiții create de Ulmanis, cum ar fi Draudzīgais aicinājums (donații de caritate oferite de cineva pentru fosta sa școală), au continuat să fie susținute.
În Letonia independentă de astăzi, Ulmanis rămâne o figură populară, deși controversată. Mulți letoni îl consideră un simbol al independenței Letoniei înaintea celui de al Doilea Război Mondial, și istoricii sunt în general de acord asupra rolului său pozitiv în anii de formare ai țării. În ceea ce privește perioada autoritară, opiniile sunt însă divergente. Pe de o parte, Ulmanis poate fi creditat cu creșterea prosperității economice a etnicilor letoni în anii 1930, și se poate sublinia faptul că sub dictatura lui nu a existat același nivel de militarism sau de opresiune politică prin care s-au caracterizat alte dictaturi ale vremii. Pe de altă parte, alți istorici, cum ar fi biograful lui Ulmanis Edgars Dunsdorfs, sunt de părere că cineva care desființează Parlamentul și care adoptă un regim autoritar nu poate fi considerat o figură pozitivă, chiar dacă această dictatură a fost din anumite puncte de vedere una prosperă.
Un semn că Ulmanis era încă foarte popular în Letonia din primii ani de după redobândirea independenței a fost alegerea strănepotului său, Guntis Ulmanis⁠(d), ca președinte al Letoniei în 1993.
Una dintre principalele artere de circulație din Riga, capitala Letoniei, este numită după el (Kārļa Ulmaņa gatve, numită înainte după Ernst Thälmann⁠(d)). În 2003, un monument în cinstea lui Ulmanis a fost dezvelit într-un parc din centrul Rigăi.
Ulmanis apare într-o lumină foarte pozitivă în filmul leton din 2007 Rīgas sargi⁠(d) (Apărătorii Rigăi), bazat pe apărarea Rigăi împotriva forțelor ruso-germane ale Armatei de Voluntari a Rusiei de Vest⁠(d) în 1919.